# Ozarba hypoxanthoides
Ozarba hypoxanthoides är en fjärilsart som beskrevs av Embrik Strand 1917. Ozarba hypoxanthoides ingår i släktet Ozarba och familjen nattflyn. Inga underarter finns listade i Catalogue of Life.